# Gregor-der-Große-Kirche
Gregor-der-Große-Kirche bezeichnet Kirchen, die dem Patrozinium des Heiligen Gregor des Großen unterstellt wurden.

## Deutschland
- St. Gregorius (Aachen-Burtscheid)
- St. Gregorius im Elend
- Kloster St. Gregor (Munster)
- St. Gregor (Ohlangen)
- St. Gregor der Große (Piesenkam)
- St-Grégoire (Ribeauvillé)
- St. Gregor (Vatersdorf)
- St. Gregor der Große (Zahling)

## England und Schottland
- Downside Abbey
- St Gregory’s Minster
- Warwick Street Church (London)
- St Gregory’s Church (Preshome)
- St. Gregory und St. Martin (Wye/Kent)

## Frankreich
- Saint-Grégoire-du-Vièvre#Kirche Saint-Grégoire

## Italien
- Chiesa di San Gregorio Papa
- Santi Gregorio Magno e Margherita
- San Gregorio Magno alla Magliana Nuova
- Santi Andrea e Gregorio al Monte Celio

## Österreich
- Pfarrkirche St. Georgen an der Leys
- Katholische Pfarrkirche Kirchdorf an der Krems